# Dawid Tabak
Dawid Tabak, hebr. דוד טבק (ur. 5 sierpnia 1927 w Bet Owed, zm. 21 lipca 2012) – izraelski lekkoatleta, sprinter.
Z wykształcenia był rolnikiem. Lekkoatletykę zaczął uprawiać w 1944 roku.
Podczas igrzysk olimpijskich w Helsinkach (1952) odpadał w fazie ćwierćfinałowej na 100 i 200 metrów.
Jego syn Beni był piłkarzem, m.in. Maccabi Tel Awiw.
Zmarł 21 lipca 2012, a pochowano go następnego dnia w Ramat ha-Szaron.

## Rekordy życiowe
- Bieg na 100 metrów – 10,6 (1952) wynik ten przez 14 lat był rekordem Izraela
- Bieg na 200 metrów – 21,8 (1952) wynik ten przez 26 lat był rekordem Izraela